# Зуй Денис Вікторович
Денис Вікторович Зуй (нар. 1 вересня 1979, м. Горлівка Донецької області, УРСР) — український волейбольний тренер, колишній волейболіст, який грав на позиції ліберо. Гравець національної збірної України. Майстер спорту.

## Життєпис
Перший тренер — Володимир Приходько.
На професійному рівні — з 1995 року. Виступав за команди «Стирол» (Горлівка), «Локомотив» (Дніпропетровськ), «Локомотив» (Київ), ВК «Хімпром» (Суми), «Фаворит» (Лубни).
Гравець національної збірної України.
Після відставки Андрія Романовича з посади головного тренера жіночої команди СК «Прометей» Кам'янське на початку жовтня 2020 року Денис Зуй протягом певного часу виконував обов'язки наставника команди.

### Досягнення
Чемпіон України 2008 року.Зараз працює помічником головного тренера Івана Петкова наставника жіночої волейбольної команди України СК «Прометей «Здобутки :Чемпіон Украіни( 2021-2022,20.22-20.23) участь у Лізі чемпіонів 2024 виход з групи!

### Сім'я
Одружений, виховує доньку.